# Lipide

Tweelaagse lipiden bij virussen

Lipiden of lipoïden zijn vetten en vetachtige stoffen die in de biochemie een belangrijke rol spelen. Er is geen algemeen aanvaarde definitie maar meestal beschouwt men lipiden als vetachtige stoffen die onoplosbaar zijn in water maar wel oplosbaar in alcohol. 
Het gaat vaak om op basis van vetzuren door het lichaam gemaakte stoffen of stoffen die in het lichaam een vergelijkbare functie hebben.
Voorbeelden van lipiden zijn:
- fosfolipiden (onder andere in celmembranen)
- cholesterol (onder andere in celmembranen en in het bloed)
- triglyceriden (de eetbare vetten en oliën)
- steroïden (onder andere in hormonen en geneesmiddelen)
- eicosanoïden (onder andere in prostaglandinen)

## Chemisch
Chemisch gezien hebben lipiden een joodadditiegetal en een verzepingsgetal. Het joodgetal is het aantal gram jood (= halogeen) dat kan geaddeerd worden op 100g van het vet. Het joodgetal is dus een maat voor het aantal onverzadigde verbindingen van een vet. Het verzepingsgetal is het aantal milligram kaliumhydroxide dat nodig is om 1 gram van het vet te verzepen. Met het verzepingsgetal kan de gemiddelde ketenlengte worden berekend. Hoe hoger het verzepingsgetal, des te korter de ketens.
Een triglyceride bevat de chemisch elementen C (koolstof), H (waterstof) en O (zuurstof). Het is opgebouwd uit glycerol en gekoppeld aan 3 onverzadigde of verzadigde vetzuren.

## Cholesterol
Vetten zijn een onmisbaar bestanddeel van de voeding. Men spreekt vaak van essentiële vetzuren omdat dit de vetten zijn die het lichaam niet kan maken maar wel nodig heeft voor het metabolisme, de opname van bepaalde vitaminen en productie van celmembranen en hormonen. Cholesterol is een voorbeeld van een steroïde (= vetachtige stof waarvan de moleculen specifieke koolstofringen bevatten) en dient als bouwsteen voor hormonen zoals testosteron. 
Vetvrije diëten zijn niet gezond vanwege de onmisbaarheid van vetten voor de stofwisseling en leiden tot een verminderd functioneren van de stofwisseling. Een teveel aan vet, bijvoorbeeld bij een te hoog cholesterolgehalte, is voor de mens ongezond omdat dit een verhoogde kans geeft op aderverkalking en hart- en vaatziekten. 